# Сахара (фильм, 1995)
«Сахара» (англ. Sahara) — телефильм, ремейк одноимённого фильма 1943 года, повествующий об обороне колодца в пустыне сводным отрядом союзников во время Второй мировой войны.

## Сюжет
22 июня 1942 года. Войска союзников разбиты. Командир экипажа танка M3 Lee по имени «Лулу Белл» американец сержант Джо Ганн решает идти на юг в безводную ливийскую пустыню, поскольку на западе и востоке находятся войска Роммеля. В пути танкисты подбирают группу уцелевших солдат союзников. Капитан британского медкорпуса Холлидей передаёт Ганну командирские полномочия. Отряд подбирает итальянского военнопленного под конвоем солдата-негра из британского Судана. Ганн сбивает немецкий истребитель, и союзники берут в плен вражеского лётчика.
Отряд достигает заброшенного поселения Бир Акром и находит там колодец, в котором вода еле сочится (её достаточно для нескольких человек, но не более). Союзникам удаётся разоружить прибывший немецкий патруль мотострелкового батальона. Сержант Ганн решает обмануть немцев и защищать пересохший источник. Пока батальон будет штурмовать их позиции, надеясь заполучить воду, он тем самым не примет участие в битве у Эль-Аламейна. Товарищи соглашаются с Ганном, они отпускают немцев и укрепляются в здании.
Командир батальона предлагает союзникам сдать оружие, забрать столько воды и пищи сколько они смогут унести и уходить. В ответ Ганн предлагает немцам менять оружие на воду. 9 защитников вступают в бой с 500 немцев. Они отбивают две общие атаки и наносят немцам большие потери, но при этом почти все погибают. Оставшиеся в живых сержант Ганн и английский рядовой Бейтс готовятся дать наступающим немцам последний бой, но оказываются, что немцы, окончательно измождённые потерями и жаждой, идут сдаваться. Выясняется, что немецкий снаряд попал в колодец, открыв обильный источник воды. Пользуясь временной эйфорией немцев, Ганн и Бэйтс собирают у них оружие и берут оставшихся немцев в плен. К ним подходит британский патруль. Ганн и Бэйтс отдают почести погибшим товарищам и уезжают на танке.

## В ролях
| Актёр             | Роль                  |
| ----------------- | --------------------- |
| Джеймс Белуши     | сержант Джо Ганн      |
| Алан Дэвид Ли     | рядовой Осмонд Бейтс  |
| Саймон Вестэвей   | Уильямс               |
| Марк Ли (актёр)   | рядовой Джимми Дойл   |
| Майкл Масси       | капрал "Француз" ЛеРу |
| Роберт Уиздом     | Тамбул                |
| Джером Элерс      | капитан Холлидей      |
| Анджело Д’Анджело | Джузеппе              |

## Сходства с другими фильмами
Данный фильм является ремейком одноименного фильма 1943 года, снятого Золтаном Кордой по своему же сценарию. В свою очередь, Корда был вдохновлен советским художественным фильмом 1936 года «Тринадцать»: тринадцать человек обороняют от банды басмачей высохший колодец. Правда, у фильмов разные концовки: после боя в живых остается только один красноармеец. И когда белогвардейский офицер Скуратов (Андрей Файт) просит у него воды, красноармеец отвечает: «Воды? Вот чего нет, того нет».
В свою очередь, есть данные[какие?] о том, что эту ленту Михаил Ромм снимал по личному указанию И. Сталина, которому очень понравился фильм Джона Форда «Потерянный патруль» 1934 года.